# ロデッロ
ロデッロ（伊: Rodello）は、イタリア共和国ピエモンテ州クーネオ県にある、人口約1,000人の基礎自治体（コムーネ）。

## 地理

### 位置・広がり
| 隣接するコムーネは以下の通り。 - アルバレット・デッラ・トッレ - ベネヴェッロ - ディアーノ・ダルバ - レークイオ・ベッリア - モンテルーポ・アルベーゼ - シーニオ |

#### 地震分類
イタリアの地震リスク階級 (it) では、4 に分類される
。